# Лінкольн (округ, Джорджія)
Шаблон:StateAbbr_ 33°47′ пн. ш. 82°27′ зх. д. / 33.79° пн. ш. 82.45° зх. д.
Округ  Лінкольн (англ. Lincoln County) — округ (графство) у штаті  Джорджія, США. Ідентифікатор округу 13181.

## Історія
Округ утворений 1796 року.

## Демографія
За даними перепису 
2000 року 
загальне населення округу становило 8348 осіб, усе сільське.
Серед мешканців округу чоловіків було 4064, а жінок — 4284. В окрузі було 3251 домогосподарство, 2379 родин, які мешкали в 4514 будинках.
Середній розмір родини становив 3,01.
Віковий розподіл населення поданий у таблиці:
| Стать    | До 15 років | 15-21 | 22-29 | 30-39 | 40-49 | 50-65 | 65-85 | Понад 85 |
| -------- | ----------- | ----- | ----- | ----- | ----- | ----- | ----- | -------- |
| Чоловіки | 828         | 417   | 339   | 541   | 679   | 735   | 511   | 14       |
| Жінки    | 820         | 343   | 369   | 612   | 658   | 789   | 611   | 82       |

## Суміжні округи
- Елберт - північ
- Маккормік, Південна Кароліна - північний схід
- Колумбія - південь
- Макдаффі - південний захід
- Вілкс - захід

## Виноски
1. ↑  U.S. Decennial Census. United States Census Bureau. Архів оригіналу за 19 липня 2018. Процитовано 23 червня 2014.
2. ↑  Historical Census Browser. University of Virginia Library. Архів оригіналу за 11 серпня 2012. Процитовано 23 червня 2014.
3. ↑  Population of Counties by Decennial Census: 1900 to 1990. United States Census Bureau. Архів оригіналу за 2 лютого 2019. Процитовано 23 червня 2014.
4. ↑  Census 2000 PHC-T-4. Ranking Tables for Counties: 1990 and 2000 (PDF). United States Census Bureau. Архів оригіналу (PDF) за 18 грудня 2014. Процитовано 23 червня 2014.
5. ↑  State & County QuickFacts. United States Census Bureau. Архів оригіналу за 7 червня 2011. Процитовано 23 червня 2014.(англ.) Наведено за англійською вікіпедією.
6. ↑  American FactFinder. Бюро перепису населення США. Архів оригіналу за 26 лютого 2012. Процитовано 31 січня 2008.

| США | Це незавершена стаття з географії США. Ви можете допомогти проєкту, виправивши або дописавши її. |